# Nadagara synocha
Nadagara synocha är en fjärilsart som beskrevs av Louis Beethoven Prout 1923. Nadagara synocha ingår i släktet Nadagara och familjen mätare. Inga underarter finns listade i Catalogue of Life.